# Phytoseius abruptus
Phytoseius abruptus är en spindeldjursart som beskrevs av Afzal, Bashir och Sabri 2005. Phytoseius abruptus ingår i släktet Phytoseius och familjen Phytoseiidae. Inga underarter finns listade i Catalogue of Life.